# ТЕС Мадангандж
23°35′24″ пн. ш. 90°30′53″ сх. д. / 23.59000° пн. ш. 90.51472° сх. д.
ТЕС Мадангандж – теплова електростанція за півтора десятки кілометрів від південно-східної околиці Дакки, яка належить компанії Summit Group. 
В 21 столітті на тлі стрімко зростаючого попиту у Бангладеш почався розвиток генеруючих потужностей на основі двигунів внутрішнього згоряння, які могли бути швидко змонтовані. Зокрема, Summit Group спорудила у Мадангандж дві черги: 
- в 2011-му став до ладу проект потужністю 103 МВт, який має 6 генераторних установок Wartsila 18V46 потужністю по 17,1 МВт. Ця черга розглядається як тимчасова орендна станція, створена на замовлення державної компанії Bangladesh Power Development Board (BPDB);
-  у 2016-му ввели в експлуатацію другу чергу (на цей раз як повністю власний проект Summit Group) потужністю 62 МВт. Вона має 3 генераторні установки Wartsila 18V46 потужністю по 17,1 МВт та 1 установку Wartsila 12V46 з показником 11,4 МВт.  
Як паливо станція використовує нафтопродукти. 
Видача продукції відбувається по ЛЕП, розрахованій на роботу під напругою 132 кВ.